# Scroll Lock
Scroll Lock là một phím (thường đi cùng với đèn chỉ trạng thái) có trên đa số các bàn phím máy tính. Phím này không được sử dụng thường xuyên.
Phím scroll lock được thiết kế để khóa tất cả các kỹ thuật cuộn màn hình, và là di sản từ bàn phím IBM PC gốc, mặc dù nó không còn được đa số các phần mềm sử dụng. Trong thiết kế gốc, scroll lock được sử dụng để điều chỉnh hành vi của phím mũi tên. Khi bật chế độ scroll lock, các phím mũi tên sẽ cuộn nội dung trong cửa sổ văn bản thay vì di chuyển con trỏ. Với cách dùng này, scroll lock là một phím bổ trợ giống như Alt và Shift (để thay đổi chức năng của các phím khác) và, cụ thể hơn, là một phím khóa bật tắt được giống như Num Lock hay Caps Lock, trong đó trạng thái sẽ vẫn giữ nguyên sau khi đã thả phím.
Ngày nay, cách sử dụng phím scroll lock kiểu này rất hiếm. Chỉ có một số ít chương trình hiện đại là vẫn còn dùng nó, như Microsoft Excel (để tác động vào hành vi của phím mũi tên; khi bật scroll lock, ô lựa chọn sẽ không dịch chuyển), Lotus Notes, Forté Agent, và FL Studio. Trong môi trường GUI hiện đại, việc cuộn trang màn hình thường được thực hiện thông qua thanh cuộn hoặc bánh xe cuộn. Do đó, scroll lock có thể được xem là một chức năng đã chết trong hầu hết các chương trình và hệ điều hành hiện đại. Một số bàn phím còn không có phím scroll lock. Scroll lock hiếm khi sử dụng tới mức một số môi trường máy để bàn Linux gọn nhẹ, như Xfce, hoàn toàn không có.
Tuy nhiên Windows vẫn hỗ trợ scroll lock, nếu bàn phím trên máy không có phím này, bạn có thể vào bàn phím trong Start-> All Programs -> Accessories -> Ease of Access -> On-Screen Keyboard hoặc bằng tổ hợp phím Window + R, sau đó nhập "osk" và ấn Enter sẽ hiện ra bàn phím mềm, bạn sẽ thấy phím Scroll lock (ScrLk).